# Samsa Parvat
Samsa Parvat és un pic del Ghats Occidentals al districte de South Kanara a Karnataka. Al cim hi havia durant l'època de domini britànic, un sanatori pels europeus, però no hi havia cap poble natiu a la vora; el clima era molt bo excepte per les pluges de juny a setembre.